# Нанокристал
Нанокриста́л (англ. nanocrystal) — кристал з діаметром між 1 та 10 нм, властивості якого залежать від розмірів.

## Особливості
Розмір нанокристалів відрізняє їх від більш великих кристалів. 

## Сфери застосування
Наприклад, основна частина кремнію кремнієвих нанокристалів може бути використана для компонентів пам'яті.